# Indian Palace : Suite royale
Série
Indian Palace
(2011)
Pour plus de détails, voir Fiche technique et Distribution.
Indian Palace : Suite royale ou Bienvenue au Marigold Hotel 2 au Québec (The Second Best Exotic Marigold Hotel) est un film britannique-américain réalisé par John Madden et sorti en 2015,. Cette comédie satirique, comme  Indian Palace (2012) dont elle est la suite, met en scène des retraités anglais venus s'installer en Inde, interprétés par Judi Dench, Maggie Smith et Bill Nighy.

## Synopsis
Afin d'acheter un deuxième hôtel, Sony et Muriel partent aux États-Unis pour trouver un investisseur qui leur promet une réponse après le passage sur place d'un inspecteur anonyme. Rentré à Jaipur, Sony attend l'inspection dans l'angoisse tout en veillant au bien être de ses clients et en préparant distraitement son mariage avec Sunaina. Pendant ce temps, Evelyn, devenue négociante en tissus, hésite à s'engager avec Douglas qui lui-même peine à lui avouer ses sentiments. Alors que la vie commune de Carol et Norman cafouille quelque peu, Madge ne sait lequel de ses deux soupirants choisir.
Arrive alors un séduisant sexagénaire américain qui, tout en prétendant écrire ses souvenirs, entreprend de courtiser avec assiduité une Mme Kapoor de moins en moins revêche. Son fils Sony voit en lui l'inspecteur aussi redouté qu'espéré.

## Fiche technique
- Titre : Indian Palace : Suite royale
- Titre original : The Second Best Exotic Marigold Hotel
- Réalisation : John Madden
- Scénario : Ol Parker
- Direction artistique : Martin Childs
- Décors : Ed Turner
- Photographie : Ben Smithard
- Musique : Thomas Newman
- Production : Graham Broadbent, Peter Czernin
- Sociétés de production : Blueprint Pictures, Participant Media
- Société de distribution : 20th Century Fox
- Pays de production :  Royaume-Uni,  États-Unis
- Langue originale : anglais
- Format : Couleur - Digital (Sony CineAlta F65) - Dolby Digital
- Genre : comédie dramatique
- Durée : 122 minutes
- Dates de sortie :
  - Royaume-Uni : 26 février 2015
  - France : 1er avril 2015

## Distribution
- Judi Dench (VF : Tania Torrens) : Evelyn Greenslade
- Maggie Smith (VF : Michelle Ernou) : Muriel Donnelly
- Bill Nighy (VF : Jean-Pol Brissart) : Douglas Ainslie
- Dev Patel (VF : Sonny Thongsamouth) : Sonny Kapoor
- Celia Imrie (VF : Anne Canovas) : Madge Hardcastle
- Ronald Pickup (VF : Georges Claisse) : Norman Cousins
- Diana Hardcastle : Carol Parr
- Richard Gere (VF : Richard Darbois) : Guy Chambers
- Tina Desai : Sunaina
- Lillete Dubey : Mme Kapoor
- Penelope Wilton : Jean Ainslie
- David Strathairn : Ty Burley
- Tamsin Greig (VF : Dominique Westberg) : Lavinia Beach
- Shazad Latif : Kushal

## Autour du film
Lorsqu'elles comparent leurs âges respectifs, Muriel (Maggie Smith) fait remarquer qu'elle n'est âgée que de 19 jours de plus qu'Evelyn (Judi Dench) : dans la vraie vie, c'est la situation exactement inverse.